# Jan Gać
Jan Gać (ur. 1950) – polski historyk, podróżnik, fotografik, autor książek i artykułów historycznych, religijnych i podróżniczych. 

## Życiorys
Studiował historię na Uniwersytecie Łódzkim oraz filozofię w Poznaniu.  
Jest członkiem elitarnego klubu podróżników i odkrywców The Explorers Club w Nowym Jorku, Polonijnego Klubu Podróżnika w New Jersey oraz Łódzkiego Towarzystwa Fotograficznego.

## Publikacje
Jan Gać jest autorem ponad 14 książek bogato ilustrowanych własnymi fotografiami.